# かりんの丘公園

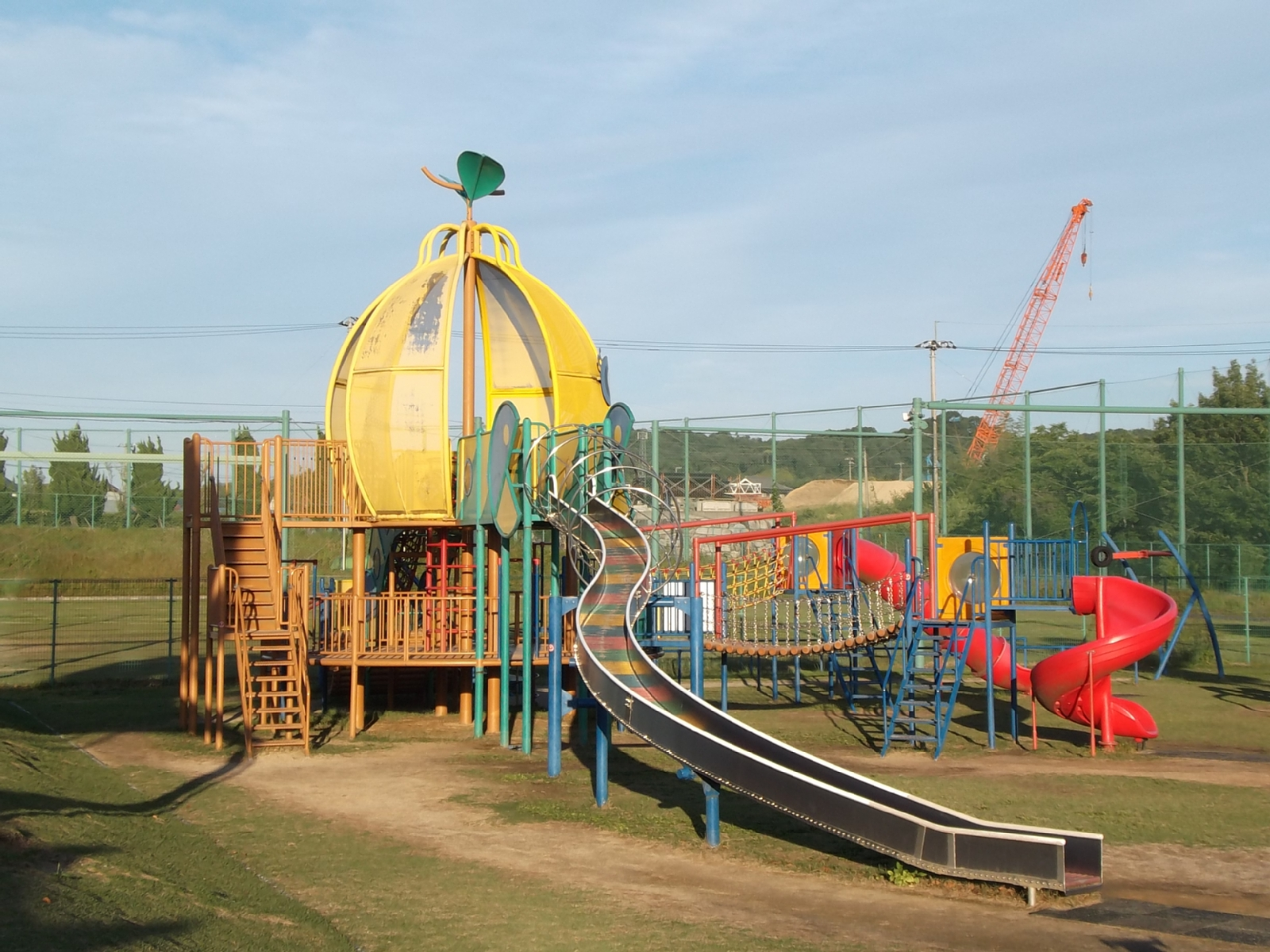
遊具

かりんの丘公園（かりんのおかこうえん）は、香川県仲多度郡まんのう町にある都市公園。2009年5月3日に開園。
総面積は10.5haで、少年野球場・ゲートボール場・芝生広場・多目的広場・トライアルランド・遊具等がある。入園料は無料。

## 沿革
- 2007年（平成19年）4月28日 - 少年野球場など3.9haが一部開園[1]。
- 2009年（平成21年）5月3日 - 全面開園[3]。

## 施設
- トライアルランド（有料）[2]
  - モーターサイクルスポーツエリアで自転車とオートバイのトライアルができる。また(一社)日本二輪車普及安全協会四国ブロックによる四国トライアル選手権が定期的に開催されている[4]。
- 三原記念球場（有料）
  - 少年野球場・ソフトボール場として利用可能。外野は天然芝張でベンチは一塁側・三塁側に設置され、本部席はバックネット裏にある[5]。
- 多目的グランド（有料）[2]
- アスレチック広場 [2]
  - 大型遊具や休憩施設がある。
- ゲートボール場[2]
- キャッチボール場[2]
- 芝生広場[2]
- 管理棟
  - 防災用備蓄倉庫を設置している[1]。

## アクセス
自動車
- 高松自動車道　善通寺インターチェンジより国道319号、県道経由約30分
- 徳島自動車道　美馬インターチェンジより国道438号経由約50分

鉄道等
- JR四国琴平駅よりタクシーにて約15分

## 周辺
- 満濃池
- 満濃池森林公園
- 金刀比羅宮
- こんぴら温泉郷
- 土器川
- 道の駅空の夢もみの木パーク（国道32号）
- 国営讃岐まんのう公園